# Karel Havlíček Borovský
Pour les articles homonymes, voir Havlíček et Borovský.
 (juillet 2019).
Si vous disposez d'ouvrages ou d'articles de référence ou si vous connaissez des sites web de qualité traitant du thème abordé ici, merci de compléter l'article en donnant les références utiles à sa vérifiabilité et en les liant à la section « Notes et références ».

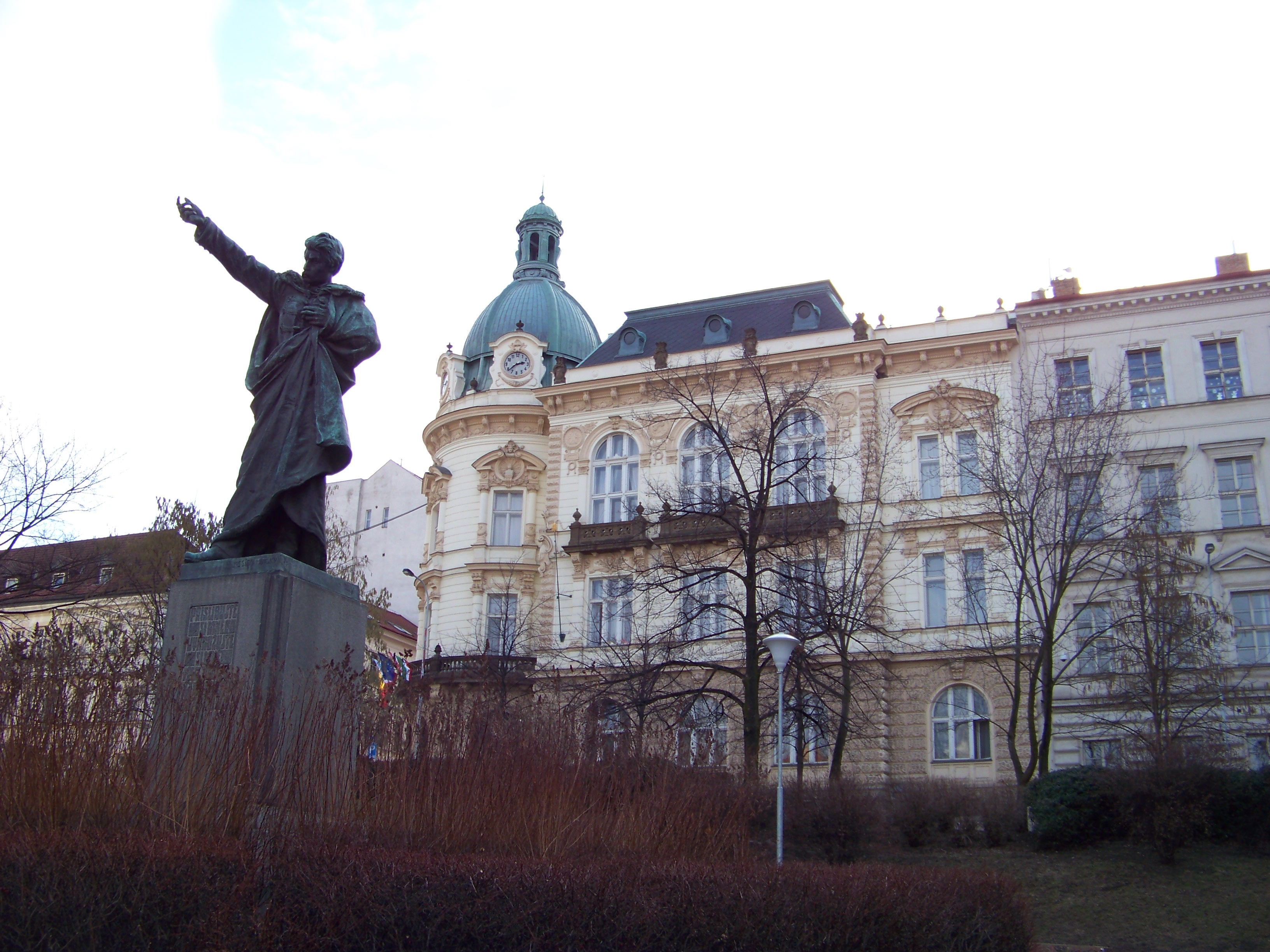
Place Havlíčkovo à Žižkov, statue de Karel Havlíček Borovský devant l'hôtel de ville (2011).

Karel Havlíček Borovský, dit Havel, de son vrai nom Karel Havlíček, (né le 31 octobre 1821 à Havlíčkova Borová et décédé le 29 juillet 1856 à Prague) est un poète réaliste, politicien et journaliste tchèque. Il est considéré comme l'un des fondateurs du journalisme moderne, de la satire et critique littéraire tchèque.

## Biographie
Son surnom Borovský vient du village où il naquit (Borová). C'est ainsi qu'il signait ses articles. À partir de 1832 il fréquenta un lycée à Deutschbrod (rebaptisé Havlíčkův Brod en 1950 en son hommage), puis la faculté des lettres de Prague à partir de 1838.

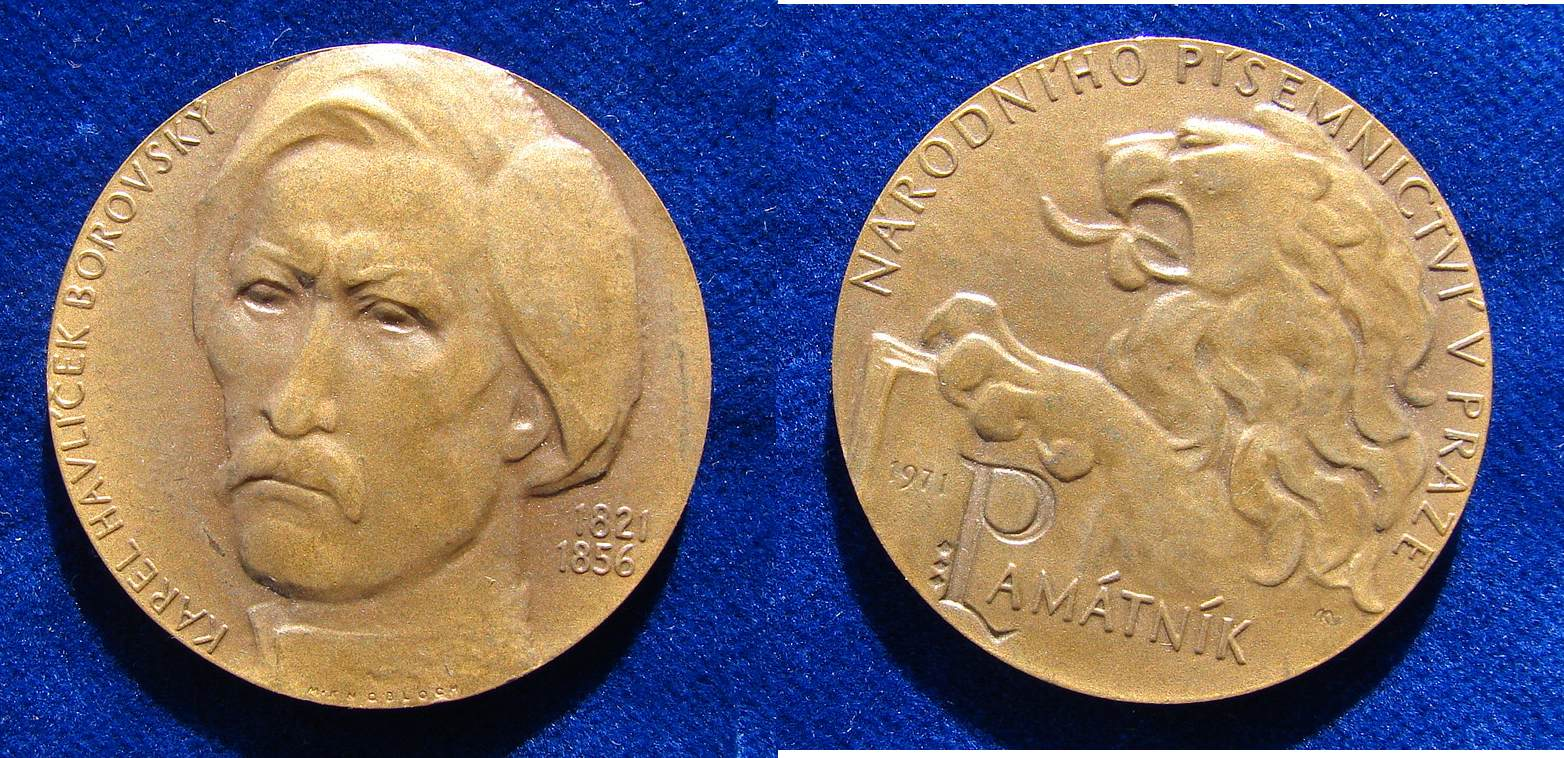
Médaille 1971. 150e Anniversaire d' Havel Borovský

Il fut le premier à protester contre la russophilie de la Renaissance nationale tchèque et décida de réexaminer l'état et l'adéquation de la solidarité slave. En 1843, il devint précepteur à Moscou. Déjà en 1844, Havlíček soutint avec certitude qu'un seul État pour tous les peuples slaves était une idée néfaste.
En 1846, il devint rédacteur du Journal pragois (Pražské noviny) et de l'Abeille tchèque (Česká včela). En 1848 il partit du Journal pragois et fonda son propre journal – le Journal national (Národní noviny) qui fut un grand succès.
En 1848, il fut élu au comité national et à l'assemblée impériale à Vienne. Il fut relativement actif dans le comité national mais, à l'assemblée, il remplit plutôt le rôle d'un journaliste que celui d'un député. Entre 1848 et 1849 (jusqu'à la publication de la Constitution octroyée rédigée par le ministre de l'Intérieur Franz Seraph Stadion), il devint adhérent du gouvernement. Cette adhésion lui fut reprochée par les nationalistes tchèques.
À partir de mars 1849 il devint un opposant radical du gouvernement et c'est pourquoi son journal fut interdit en juillet 1849. Plus tard, le ministère lui permit la publication à la condition que le journal devînt plus modéré. Mais, en janvier 1850, le journal fut définitivement interdit (surtout pour son annexe Farfadet – Šotek – où Havlíček publia ses épigrammes). Il fonda encore un journal Slave (Slovan) qu'il dut pourtant arrêter d'éditer en 1851.
En novembre 1851, il gagna un procès pour ses articles. Il fut néanmoins déporté à Brixen le 16 décembre 1851, où il resta en bannissement jusqu'en 1855.
Il fut relaxé peu avant sa mort. À l'enterrement, Božena Němcová posa sur son cercueil une couronne d'épines, symbole du martyre.
En 1918, le 9e régiment de tir d’infanterie nouvellement formé de la 3e Division des Légions tchécoslovaques en Russie a été nommé « Le régiment de Karel Havlicek Borovský ».

## Œuvres
- Epištoly kutnohorské (Épîtres de Kuttenberg)
- Obrazy z Rus (Les scènes de la Russie)
- Tyrolské elegie (Élégies tyroliennes)
- Král Lávra (Roi Lavra)
- Křest svatého Vladimíra (Baptême de Saint Vladimir)